# 리브랜딩

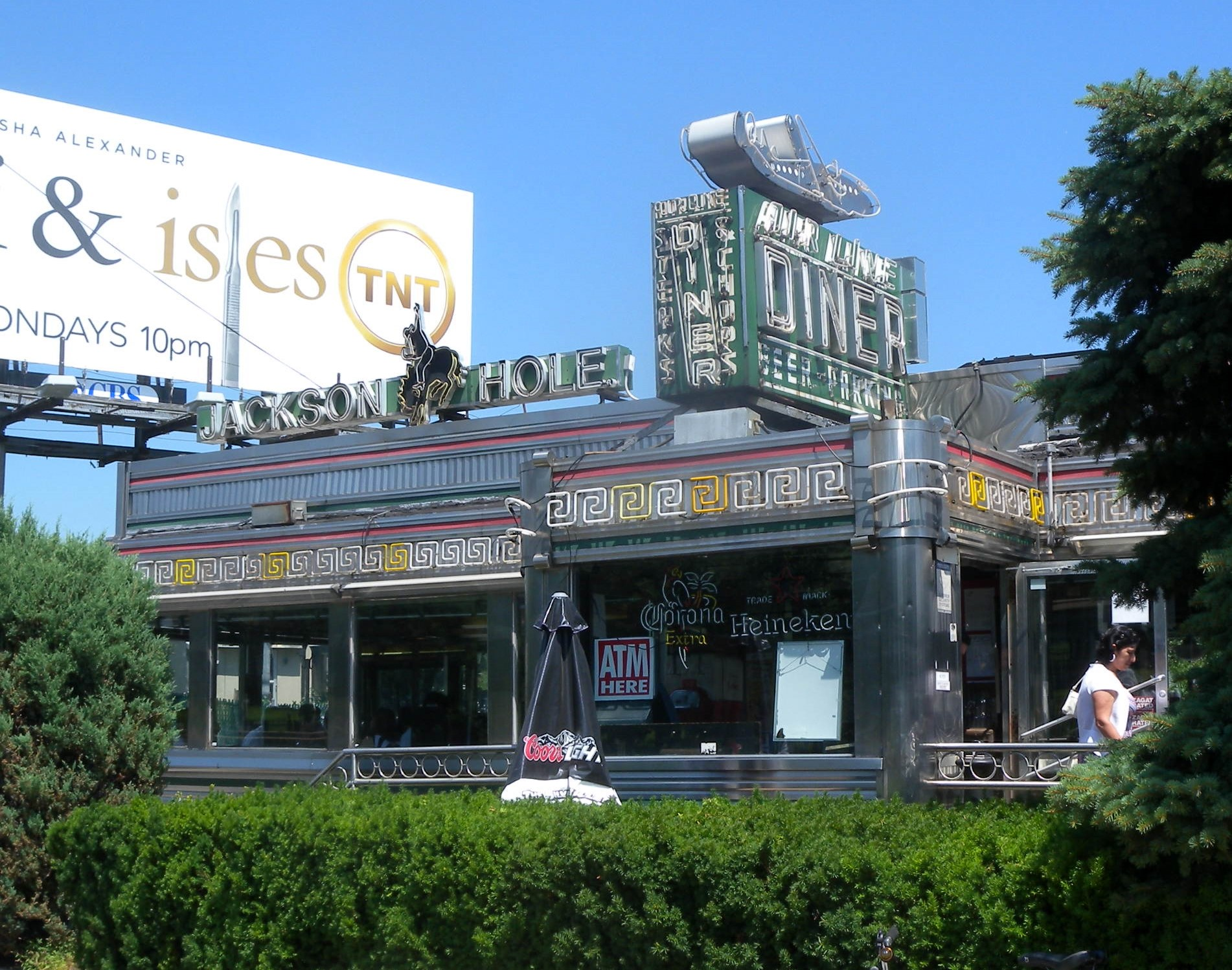
잭슨 홀 다이너로 부분적으로 리브랜딩된 에어 라인 다이너

리브랜딩(rebranding)은 기존 브랜드를 위해 새로운 이름, 용어, 상징, 디자인, 개념 또는 이들의 조합을 만드는 마케팅 전략으로, 소비자, 투자가, 경쟁자, 기타 이해관계자의 마음속에 새롭고 차별화된 정체성을 개발하려는 의도를 가진다. 종종 이는 브랜드의 로고, 이름, 법적 명칭, 이미지, 마케팅 전략, 광고 테마에 급진적인 변화를 수반한다. 이러한 변화는 일반적으로 브랜드/회사를 재포지셔닝하거나, 때로는 이전 브랜딩의 부정적인 함의에서 벗어나거나, 브랜드를 고급 시장으로 이동시키려는 목적을 가진다. 또한 새로운 이사회가 전달하고자 하는 새로운 메시지를 전달할 수도 있다.
리브랜딩은 신제품, 성숙 제품, 심지어 제품 개발 중인 제품에도 적용될 수 있다. 이 과정은 마케팅 전략의 변화 또는 챕터 11 기업 구조조정, 노조 파괴, 파산과 같은 다양한 상황에서 발생할 수 있다. 리브랜딩은 여러 하위 브랜드나 제품을 소유한 회사 또는 기업 브랜드의 변경을 의미한다.

## 기업
리브랜딩은 2000년대 초반에 유행처럼 번졌으며, 일부 회사는 여러 차례 리브랜딩을 진행했다. 필립 모리스가 알트리아로 리브랜딩한 것은 회사가 부정적인 이미지를 벗는 데 도움이 되었다. 영국 우체국이 Consignia로 리브랜딩하려던 시도와 같은 다른 리브랜딩은 실패로 끝나 수백만 달러를 추가로 들여 원점으로 돌아가야 했다.
165건의 리브랜딩 사례 연구에서 뮤젤렉과 램킨(2006)은 리브랜딩이 기업 전략(예: M&A)에서 비롯되든 실제 마케팅 전략(기업 평판 변경)을 구성하든, 기업 브랜드 에쿼티를 강화하고, 되찾고, 이전하고, 그리고/또는 재창조하는 것을 목표로 한다는 것을 발견했다.
싱클레어(1999:13)에 따르면, 전 세계 기업들은 브랜드의 가치를 인정한다. "브랜드는 저작권 및 상표권, 컴퓨터 소프트웨어, 전문 노하우와 함께 이제 투자가들이 기업에 부여하는 무형 가치의 핵심이 된 것으로 보인다." 21세기 기업들은 소비자 및 변화하는 시장과의 관련성 측면에서 브랜드를 다시 살펴볼 필요가 있을 수 있다. 성공적인 리브랜딩 프로젝트는 이전보다 더 나은 브랜드를 만들어낼 수 있다. 마케팅은 고객의 기억 속에 인식을 형성하고 연관성을 개발하여 고객이 자신의 필요를 충족시킬 브랜드를 알고 (그리고 상기하도록) 한다. 일단 선두에 서면, 마케팅, 일관된 제품 또는 서비스 품질, 합리적인 가격 책정 및 효과적인 유통이 브랜드를 선두에 유지하고 소유자에게 가치를 제공할 것이다 (싱클레어, 1999:15).

### 동기
기업은 외부 및 내부 문제에 대응하기 위해 종종 리브랜딩을 한다. 기업은 시대에 발맞추거나 경쟁에서 앞서기 위해 리브랜딩 주기를 갖는 것이 일반적이다. 또한 기업은 리브랜딩을 과거의 잘못된 관행을 숨기는 효과적인 마케팅 도구로 활용하여 수익성에 잠재적으로 영향을 미칠 수 있는 부정적인 함의를 벗어낸다.
씨티그룹, AOL, 아메리칸 익스프레스, 골드만삭스와 같은 기업들은 모두 브랜드 전략 및 기업 정체성 개발을 전문으로 하는 제3자 공급업체를 활용한다. 기업들은 리브랜딩과 제3자 공급업체에 귀중한 자원을 투자하는데, 이는 매우 경쟁적인 시장에서 고객에게 블랙리스트에 오르는 것을 방지하는 방법이기 때문이다. 브랜드 가치 평가 및 브랜드 에쿼티 실무의 세계적인 선두 전문가인 로저 싱클레어 박사는 "브랜드는 미래의 경제적 이익을 창출하는 기업이 취득한 자원이다"라고 말했다. 일단 브랜드에 부정적인 함의가 연결되면, 수익성 감소와 기업의 완전한 실패로 이어질 수 있을 뿐이다.

#### 경쟁자와의 차별화
기업은 로고 변경부터 친환경 기업으로의 전환에 이르기까지 다양한 관행을 통해 경쟁자와 자신을 차별화한다. 경쟁자와의 차별화는 더 많은 고객을 유치하고 더 바람직한 직원을 유치하는 데 중요하며 효과적인 방법이다. 차별화의 필요성은 금융 서비스 산업과 같은 포화 시장에서 특히 두드러진다.

#### 부정적인 이미지 제거
조직은 과거의 부정적인 이미지를 벗기 위해 의도적으로 리브랜딩을 할 수 있다. 연구에 따르면 "조직과 그 활동에 대한 외부 인식에 대한 우려"는 리브랜딩 활동의 주요 동인으로 작용할 수 있다.
기업 환경에서 경영자는 리브랜딩을 효과적인 마케팅 전략으로 활용하여 잘못된 관행을 숨기고 부정적인 함의와 수익성 감소를 피하거나 벗어날 수 있다. 필립 모리스 USA, 블랙워터, AIG와 같은 기업들은 부정적인 이미지를 벗기 위해 리브랜딩을 했다. 필립 모리스 USA는 담배 제품과 관련된 부정적인 함의가 크래프트 푸즈와 같은 다른 필립 모리스 브랜드의 수익성에 잠재적으로 영향을 미칠 수 있었기 때문에 2003년 1월 27일 알트리아로 이름과 로고를 리브랜딩했다.
2008년, AIG의 이미지는 세계 금융 위기 (2007년~2008년) 동안 연방 구제 금융이 필요하게 되면서 손상되었다. AIG는 미국 재무부가 AIG의 규모와 금융 거래상대방과의 복잡한 관계로 인해 너무 커서 실패할 수 없다고 선언했기 때문에 구제되었다. AIG 자체는 거대한 국제 기업이지만, AIG 퇴직연금 및 AIG 금융 자회사는 구제 금융으로 인해 부정적인 함의를 갖게 되었다. 그 결과, AIG 금융 어드바이저와 AIG 퇴직연금은 각각 Sagepoint Financial과 VALIC(Variable Annuity Life Insurance Company)으로 리브랜딩하여 AIG와 관련된 부정적인 이미지를 벗어냈다.

#### 잃어버린 시장 점유율
브랜드는 시장 점유율을 잃는 것에 대한 반응으로 종종 리브랜딩을 한다. 이러한 경우, 브랜드는 대상 고객에게 덜 의미 있게 되어 경쟁사에 점유율을 잃었다.
일부 경우, 기업들은 자신들의 브랜드에 여전히 존재한다고 믿는 인지된 에쿼티를 기반으로 하려 한다. 예를 들어, 라디오 셱은 2008년에 자신을 "더 셱(the Shack)"으로 리브랜딩했지만, 이 리브랜딩은 소매업에서 시장 점유율 증가로 이어지지 못했다. 2017년까지 라디오 셱은 1,000개 이상의 매장을 폐쇄하고 주로 온라인 소매 비즈니스 모델로 전환하면서 물리적인 소매점 존재를 크게 줄였다.

#### 돌발 상황
리브랜딩은 "챕터 11 기업 구조조정" 또는 "파산"과 같은 돌발 상황으로 인해 의도치 않게 발생할 수도 있다. 챕터 11은 주로 기업 채무자가 사용하는 재활 또는 재조직이다. 이는 기업 파산으로 더 흔히 알려져 있는데, 이는 기업이 부채를 갚는 동안 운영할 수 있도록 하는 기업 재정 재조직의 한 형태이다. 리먼 브라더스 홀딩스 Inc, 워싱턴 뮤추얼, 제너럴 모터스와 같은 기업들은 모두 챕터 11 파산 신청을 했다.
2009년 7월 1일 제너럴 모터스는 파산을 신청했고, 2009년 7월 10일에 완료되었다. 제너럴 모터스는 쉐보레, 뷰익, GMC, 캐딜락 자동차에 더 많이 투자함으로써 전체 구조를 리브랜딩하기로 결정했다. 또한, 사브 오토모빌을 매각하고 허머, 폰티액, 새턴 브랜드를 단종하기로 결정했다. 제너럴 모터스는 "더 적고, 더 강력한 브랜드. 더 적고, 더 강력한 모델. 더 큰 효율성, 더 나은 연비, 그리고 새로운 기술"을 통해 회사를 "더 뉴 GM"으로 재창조하고 재탄생시키겠다고 밝히며 리브랜딩했다. 제너럴 모터스의 재창조 광고는 또한 브랜드를 없애는 것이 "사업을 접는 것이 아니라, 사업을 시작하는 것"이라고 언급했다.

#### 제품군
던킨 도너츠, 조앤 패브릭스, 웨이트 워처스와 같은 회사들은 자사 이름이 암시하는 것보다 더 넓은 제품군을 제안하기 위해 회사 이름의 일부를 제거하거나 축약했다. 이는 동일 산업의 다른 제품에 관심이 있을 수 있는 다양한 인구 통계를 만족시키기 위해서도 사용된다. 2018년 마케팅 활동에서, 팬케이크 식당 체인인 아이홉은 햄버거 제품군을 홍보하기 위해 "IHOb"로 리브랜딩을 발표했지만, 실제로 리브랜딩을 진행하지는 않았다.

#### 관련성 유지
기업은 (새로운) 고객 및 이해관계자에게 관련성을 유지하기 위해 리브랜딩을 선택할 수도 있다. 이는 기업의 사업이 변경되었을 때, 예를 들어 전략적 방향 및 산업 초점, 또는 브랜드가 (새로운) 고객 기반에 더 이상 맞지 않을 때 발생할 수 있다. 예를 들어, 기업은 새로운 시장에 진출할 때 문화적 또는 언어적 이유로 이름을 더 쉽게 발음할 수 있도록 리브랜딩 할 수 있다.
리브랜딩은 또한 이미지를 새로 고쳐 현대 고객 및 이해관계자에게 매력적으로 보이도록 하는 방법이다. 한때 신선하고 관련성 있어 보이던 것이 몇 년 후에는 더 이상 그렇지 않을 수도 있다.

## 제품
제품 제공 측면에서는 여러 대상 시장에 개별적으로 마케팅될 때 이를 시장세분화라고 한다. 시장 세분화 전략의 일부가 각 시장에서 현저히 다른 제품을 제공하는 것을 포함할 때 이를 제품 차별화라고 한다. 이러한 시장 세분화/제품 차별화 프로세스는 리브랜딩의 한 형태로 볼 수 있다. 다른 형태의 리브랜딩과 구별되는 점은 이 프로세스가 원래 브랜드 이미지의 제거를 수반하지 않는다는 것이다. 이러한 방식으로 리브랜딩을 하면 최소한의 수정과 추가 비용으로 하나의 엔지니어링 및 QA 세트를 사용하여 여러 제품을 만들 수 있다. 제품 리브랜딩의 또 다른 형태는 다른 회사가 제조한 제품을 새로운 이름으로 판매하는 것이다. 원천 디자인 제조업자는 종종 운영 비용이 낮은 지역에서 제품을 제조하고, 나중에 다른 회사가 판매를 위해 브랜딩하는 회사이다.
합병 또는 인수가 있은 후, 기업들은 보통 새로 인수한 제품을 기존 제품군과 일관성을 유지하기 위해 리브랜딩한다. 예를 들어, 시만텍이 인수한 보안 및 유틸리티 소프트웨어를 자사의 노턴 브랜드(자체적으로 플래그십 제품인 노턴 안티바이러스의 분파)에 편입시키는 식이다. 이는 인수한 브랜드가 구매자보다 시장에서 더 넓은 브랜드 인지도를 가지고 있을 경우 역으로 발생할 수도 있다. 예를 들어, 케미컬 뱅크가 회사와의 합병 후 체이스 브랜딩을 채택한 경우가 그러하다.

## 소규모 사업체
소규모 사업체는 대기업과는 다른 어려움에 직면하며 그에 따라 리브랜딩 전략을 조정해야 한다. 소규모 사업체는 변화를 점진적으로 구현하기보다는 단기간에 이미지를 리브랜딩하는 것이 더 나은 경우가 있다. 특히 기존 브랜드 인지도가 낮은 경우 더욱 그렇다. "전문적인 브랜드 디자인으로 새로운 고객에게 강렬한 첫인상을 남기는 것은 기존 고객에게 약한 브랜드 인지도를 가진 구식 또는 조악하게 디자인된 이미지를 종종 압도한다." 대기업의 이미지 변경은 비용이 많이 드는 결과(여러 위치의 간판 업데이트, 대량의 기존 자료, 많은 수의 직원과의 소통 등)를 초래할 수 있지만, 소규모 사업체는 더 많은 유연성을 누리고 변화를 더 빠르게 구현할 수 있다. 소규모 사업체는 전문적으로 디자인된 브랜드 이미지 없이도 성장을 경험할 수 있지만, "더 공격적인 시장으로 확장하고 더 확고한 브랜드 이미지를 가진 경쟁자와 맞설 때 리브랜딩은 기업이 진지하게 고려될 수 있는 중요한 단계가 된다."

## 영향
회사/제품 브랜드가 모든 고객 접점에 편재되어 있다는 점은 리브랜딩을 기업에게 중대한 작업으로 만든다. 빙산 모델에 따르면, 영향의 80%는 숨겨져 있다. 브랜드를 변경하는 영향의 정도는 브랜드가 변경되는 정도에 따라 달라진다.
리브랜딩에서 변경될 수 있는 브랜드 요소는 이름, 로고, 법적 명칭, 그리고 코퍼레이트 아이덴티티(시각적 아이덴티티와 언어적 아이덴티티 포함)가 있다. 회사 로고만 변경하는 것은 영향이 가장 적고(로고 교체라고 부름), 이름, 법적 명칭 및 기타 아이덴티티 요소를 변경하는 것은 회사의 모든 부분에 영향을 미치며 대규모 복합 조직에 높은 비용과 영향을 미칠 수 있다.
리브랜딩은 마케팅 자료뿐만 아니라 디지털 채널, URL, 간판, 의류 및 서신에도 영향을 미친다.

## 같이 보기
- 원천 디자인 제조업자 (ODM)
- 원천 장비 제조업체 (OEM)
- 전자제품 제조 서비스 (EMS)
- Ayds
- 브랜드 구현
- 제품명명
- 홀로코스트에 연루된 기업 목록
- 정치적 동기에 의한 명칭 변경 목록